# Ivan Koschula
Ivan Koschula ist ein deutsches Stummfilmdrama von Richard Oswald mit Rudolf Schildkraut in der Titelrolle.

## Handlung
Irgendwo in einem polnischen Grenzstädtchen zu Beginn des 20. Jahrhunderts. Der alte, liebenswürdige und grundehrliche Ivan Koschula verdient sich seinen Lebensunterhalt als Hausierer. Der Beruf ist sehr beschwerlich und nur wenig einträglich. Sein Sohn hingegen ist das absolute Gegenteil von ihm: liederlich und mies, faul und nur dem Vergnügen zugetan. Er bestiehlt den eigenen Vater, betrügt die Menschen als Wechselfälscher und bringt das Geld mit Frauen bei Kneipengängen durch. Schließlich hat Ivan die Nase voll von seinem eigen Fleisch und Blut und wirft den Tunichtgut aus dem Haus. 
Als 1914 der Krieg ausbricht, eilt der Junior zu den Waffen. Kaum haben die Russen Koschulas Heimatort besetzt, versucht einer von deren Offizieren, Koschulas Nichte zu vergewaltigen. Der alte Hausierer schlägt daraufhin auf den Russen ein und wandert für diesen tätlichen Angriff hinter Gittern. Die Nichte geht zum russischen Kommandanten und erbittet Koschulas Freiheit. Der ist dazu bereit, allerdings müsse sie sich dafür zu einem nächtlichen Rendezvous bei ihm einfinden. Zum Schein geht das Mädchen darauf ein, befreit ihren Onkel aber durch eine List, ohne dass es für sie zum Äußersten kommt. 
Der General und der Offizier sind außer sich vor Wut, dass diese Frau sie übertölpelt hat und eilen zu Koschulas Haus, das sie verwüsten, plündern und schließlich anzünden, während der sich im Keller versteckt haltende Koschula und seine Nichte um ihr Leben kämpfen. Im letzten Moment nahen österreichische Truppen und befreien den Ort von den russischen Horden. Unter den Befreiern befindet sich auch Ivans geläuterter Sohn, der seinen Vater um Verzeihung bittet.

## Produktionsnotizen
Ivan Koschula, auch oftmals unter Iwan Koschula geführt, wurde im Union-Film-Atelier zu Berlin-Tempelhof gedreht und passierte im November 1914 die Zensurprüfung und wurde am 25. November 1914 uraufgeführt. Der Film besaß drei Akte.
Ivan Koschula war Richard Oswalds erste Kinofilmregie.

## Rezeption
„Das meiste Interesse wurde wohl dem neuen Schildkraut-Film entgegengebracht. Man hatte schon viel gehört über die neue Paraderolle dieses genialen Schauspielers. (…) Man sieht im Geiste einen neuen „Shylock von Krakau“ aufsteigen, ein typisches Charaktergemälde, packend und interessant.“